# Datenbanktabelle
Eine Datenbanktabelle ist eine Sammlung verwandter Daten, die in einem strukturierten Format in einer Datenbank gespeichert sind. Sie besteht aus Spalten und Zeilen. Die Anzahl der Spalten ist festgelegt, die Anzahl von Zeilen ist beliebig.

## Datenbanktabellen in relationalen Datenbanken

Begriffe relationaler Datenbanken

Datenbanktabellen haben eine wichtige Rolle im Zusammenhang mit relationalen Datenbanken. Eine Datenbanktabelle stellt eine Datenbank-Relation dar. Die Relation ist Namensgeber und Grundlage der relationalen Datenbanken.
Die Zeilen werden als Tupel bezeichnet, die Spalten werden Attribute genannt. Die Beschreibung der Datenbanktabelle ist das Relationenschema und legt die Art der Attribute fest. Eine Datenbanktabelle kann sogenannte Primärschlüssel enthalten, die aus einem oder mehreren Attributen bestehen. Ein Primärschlüssel ist eine eindeutige Bezeichnung eines Datensatzes. Neben dem Primärschlüssel können Fremdschlüssel enthalten sein, die auf den Primärschlüssel oder in selteneren Fällen andere Attribute einer anderen Tabelle verweisen. Eine Tabelle, die keine Fremdschlüssel enthält, wird als „flache Tabelle“ bezeichnet.
Beispiel für die Erstellung einer Datenbanktabelle in SQL:
```
CREATE
 
TABLE
 
buecher
 
(

    
Buchnummer
     
int
 
PRIMARY
 
KEY
,

    
Autor
          
varchar
(
80
),

    
Verlag
         
varchar
(
80
),

    
Verlagsjahr
    
int
,

    
Titel
          
varchar
(
250
),

    
Datum
          
date

);

```

Beispiel für Inhalte der zuvor erstellten Datenbanktabelle:
| Buchnummer | Autor              | Verlag                    | Verlagsjahr | Titel                  | Datum      |
| ---------- | ------------------ | ------------------------- | ----------- | ---------------------- | ---------- |
| 123456     | Hans Vielschreiber | Musterverlag              | 2007        | Wir lernen SQL         | 13.01.2007 |
| 123457     | J. Gutenberg       | Gutenberg und Co.         | 1452        | Drucken leicht gemacht | 01.01.1452 |
| 123458     | Galileo Galilei    | Inquisition International | 1640        | Eppur si muove         | 1641       |
| 123459     | Charles Darwin     | Vatikan Verlag            | 1860        | Adam und Eva           | 1862       |